# Sigurd Einbu
Sigurd Einbu (født 5. november 1866 på Lesjeskogen, død 10. maj 1946) var en norsk amatørastronom.
Einbu udeksammeredes 1886 fra Hamar Seminarium. Fra 1886 var han folkeskolelærer i flere gudbrandsdalske bygder, således 8 år i Våge og siden 1896 i Dombås. Ved siden deraf drev Einbu astronomiske studier og beskæftigede sig fra 1903 udelukkende med foranderlige stjerner, hvoraf han opdagede flere algolstjerner og bestemde elementerne af en hel del nyopdagede, hovedsagelig algolstjerner. Sine opdagelser og resultater af observationerne har han meddelt i Astronomische Nachrichten, en del af observationerne med tilhørende diskussion har han offentliggjort i afhandlingerne: Beobachtungen veränderlichen Sterne angestellt auf Dombaas, I-IX (Kristiania 1906-17). I 1906 fik Einbu Lindemanns pris af Astronomische Gesellschaft, og fra 1908 havde han en mindre statsunderstøttelse, i 1909 blev denne øget således, at Einbu helt kunne ofre sig for astronomien. I 1906 blev han af Nansen-fondet udrustet med en større kikkert. 12. marts 1912 opdagede Einbu Nova Geminorum 2. Siden 1914 var han medlem af Videnskabsselskabet i Kristiania. Einbu har senere udgivet Gjennem stjerneverdenen. Vor sol og dens følge (1920), Gjennem Stjerneverdenen, II, Melkevejens soler, fiksstjernene (1924) og Bebodde verdener i nytt lys (1928).